# Междушарский
Междушарский — остров архипелага Новая Земля, расположенный в Баренцевом море. Административно принадлежит Архангельской области. Высшая точка — 94 метра. Является третьим по площади островом архипелага.

## География
Остров сильно заозёрен и заболочен. Сложен в основном глинистыми сланцами и песчаниками. Имеется множество рек, в центральной части с востока на запад протекает река Сыраяха. Высшая точка — гора Высокая, 94 метра. Крайние точки: северная — мыс Валькова, южная — мыс Костин Нос, западная находится южнее мыса Шадровского, восточная — мыс Мал Кит.
Географически остров разделён на несколько частей.
Лагуна Обманный Шар отделяет небольшую южную часть острова. На ней расположены несколько изб и множество озёр, крупнейшие из которых солёные. Местность равнинная, болотистая. Высшая точка — 28 метров. Крайняя южная точка — мыс Костин Нос, крайняя восточная — мыс Крестовый, крайняя северная находится на длинной узкой косе, отделяющей лагуну Обманный Шар от пролива Костин Шар.
Губа Макарова отделяет северо-восточную часть острова — полуостров Валькова. Высшая точка — 52 метра; расположена на севере полуострова. На полуострове Валькова также много озёр, большая часть которых расположена на севере. Крайняя северная точка — мыс Валькова.
На севере расположен небольшой гористый полуостров Ярцева, отделённый от острова Ярцева узким проливом Железный.
Ещё один полуостров, полуостров Макарова, расположен на востоке острова. Он отделён от основной части солёным озером Гусиное с протокой и более малым, безымянным. Высшая точка — 54 метра.

## Флора и фауна
Остров покрыт тундровой растительностью. На скалах имеются птичьи базары.

## Мысы острова
С крайней западной точки по часовой стрелке:
- мыс Шадровский (немного севернее крайней западной точки острова)
- мыс Валькова (крайняя северная точка острова)
- мыс Цивольки
- мыс Мал Кит (крайняя восточная точка острова)
- мыс Кит
- мыс Клюв
- мыс Крестовый
- мыс Костин Нос (крайняя южная точка острова)
- мыс Нганосаля
- мыс Гагаркин Нос

## Прилегающая акватория
Остров Междушарский омывается Баренцевым морем. Отделён от острова Южный и множества более малых проливом Костин Шар, а от острова Ярцева проливом Железный. Береговая линия восточной части сильно изрезана. Средняя величина отлива составляет 1 метр.
В остров врезаются: губа Валькова, губа Макарова, лагуна Обманный Шар.

### Близлежащие острова
Междушарский окружён множеством небольших остров и соседствует с одним большим. Все они расположены у восточного и северного побережья острова. Список ближайших:
- остров Ярцева
- остров Валькова
- остров Южный
- остров Безымянный
- остров Собачий
- острова Братаны
- остров Плешь
- остров Двойной
- остров Глотова
- остров Узкий
- остров Тимофеева
- остров Трескина
- остров Круглый
- острова Алебастровые

## Топографические карты
- Лист карты R-39-V,VI Белушья Губа. Масштаб: 1 : 200 000. Состояние местности на 1980 год. Издание 1987 г.
- Лист карты R-39-XI,XII Башмачный. Масштаб: 1 : 200 000. Состояние местности на 1979 год. Издание 1987 г.